# Komijština
Komijština (коми кыв, komi kyv) neboli komijský jazyk je spolu s udmurtštinou řazen do permské podskupiny, která patří do finské skupiny z větve ugrofinských jazyků uralské jazykové rodiny.
Obyvatelstvo hovořící tímto jazykem žije převážně v Komijské republice v oblasti povodí řeky Vyčegdy a podél horního toku řeky Kamy a jejích přítoků. Republika se nachází na severozápadě Ruské federace a po sčítání lidu v roce 2002 se uvádělo necelých půl milionu obyvatel (komi-permských 125 tisíc, komi-zyrjanských 293 tisíc a Yaz'va 15 tisíc).
Komijština má tři dialekty: komi-permský, komi-zyrjanský a Yaz'va. Komi-permským dialektem se hovoří v severní části oblasti, dialekty komi-zyrjanským a Yaz'va v jižní části oblasti. Současné varianty jazyka odrážejí jak vliv přírodních faktorů, tak i pohyb obyvatel, nicméně rozdíly mezi dialekty jsou velmi malé. Rozdělení na uvedené dialekty má především administrativní a územní příčiny, v jazykové rovině je podepřeno pouze přízvukem ve větě – dialekt komi-zyrjanský je bez přízvuku, komi-permský má morfologický, Yaz'va fonologický.
Nejstarší písemné texty v komijštině jsou ze 14. století a jsou spojovány s křesťanstvím. Písmo vycházelo z klasických řeckých, aramejských a staroslověnských písmen a bylo používáno až do 17. století, poté je nahradila azbuka.

## Fonologie
V komijském standardním jazyce je 33 základních hlásek – 26 souhlásek a 7 samohlásek.

### Samohlásky
Samohlásky jsou obvykle rozlišovány na přední, střední a zadní, na labializované (zaokrouhlené) a nelabializované (nezaokrouhlené), a na vysoké, středové a nízké. K popisu komijského systému samohlásek stačí 4 určující rysy: vysoké a nízké, přední a zadní (dialekt Yaz'va však má distribuci zčásti odlišnou):
| Komi-permský + komi zyrjanský | Komi-permský + komi zyrjanský | Komi-permský + komi zyrjanský |
| ----------------------------- | ----------------------------- | ----------------------------- |
| i                             | ï                             | u                             |
| e                             | ë                             | o                             |
|                               | a                             |                               |

| Yaz'va | Yaz'va | Yaz'va | Yaz'va |
| ------ | ------ | ------ | ------ |
| i      | ü      |        | u      |
|        |        | ө      |        |
| e      | ö      |        | o      |
|        |        | a      | [ 2 ]  |

### Souhlásky
Současný komijský systém souhlásek zahrnuje 26 nativních souhlásek a ještě další souhlásky (c), (f), (x) přejaté z ruštiny.
|                   | Bilabiály | Labiodentály | Dentály | Post-alveoláry | Palatály | Veláry |
| Nazály            | m         |              | n       |                | nj       |        |
| Plozivy neznělé   | p         |              | t       |                | tj       | k      |
| Plozivy znělé     | b         |              | d       |                | dj       | g      |
| Afrikáty neznělé  |           |              | (c)*    | č              | čj       |        |
| Afrikáty znělé    |           |              |         | č              | čj       |        |
| Frikativy neznělé |           | (f)*         | s       | š              | šj       | (x)*   |
| Frikativy znělé   |           | v            | z       | ž              | žj       |        |
| Laterály          |           |              | l       |                | lj       |        |
| Vibranty          |           |              | r       |                |          |        |
| Aproximanty       |           |              |         |                | j        |        |

*přejaté z ruštiny

## Abeceda
Varianty komijského jazyka mají shodnou abecedu, která zahrnuje všechna písmena ruské abecedy a navíc další dvě písmena: i a ö. Ve 30. letech 20. století proběhl pokus o přechod na latinskou abecedu, ale byl sovětskými úřady potlačen.
| A а | Б б | В в | Г г   | Д д | Е e |
| Ё ё | Ж ж | З з | И и   | Й й | К к |
| Л л | М м | Н н | О о   | П п | Р р |
| С с | Т т | У у | Ф ф   | X x | Ц ц |
| Ч ч | Ш ш | Щ щ | Ъ ъ   | Ы ы | Ь ь |
| Э э | Ю ю | Я я | [ 5 ] | I i | Ö ö |

## Gramatika
V jazykovědě se rozlišuje celkem 5 typů jazyků (izolační, aglutinační, flektivní, introflektivní a polysyntetický). Každý jazyk obsahuje určité rysy z různých typů, některý typ však vždy převažuje. Komijština je jazyk aglutinační, stejně jako ostatní uralské jazyky.Tento typ jazyka má bohatou flexi a velké množství pádů, vyskytuje se zde často tzv. vokalická harmonie – vokály koncovek se připodobňují některé z vlastností vokálu předchozího.

### Podstatná jména
Komijská podstatná jména definujeme těmito morfologickými kategoriemi: číslo, pád a osoba.

### Číslo
V jazyce existují dvě gramatické kategorie: jednotné číslo (singulár) a množné číslo (plurál). Množné číslo se získává skloňováním jednotného čísla. Příponou množného čísla je u komi-zyrjanštiny „-jas, -jёs“, u komi-permštiny „-(j)ez, -e“, u Yaz'va „-joz“.

### Přivlastňovací přípony
Přivlastňovací přípony jsou přidávány na konec podstatných jmen buď před nebo po pádové příponě v závislosti na konkrétním případě.
| Osoba    | Přípona  | Osoba  | Přípona |
| Singulár | Singulár | Plurál | Plurál  |
| 1        | -ёj      | 1      | -nïm    |
| 2        | -ïd      | 2      | -nïd    |
| 3        | -ïs      | 3      | -nïs    |

### Pády
Jednotlivé dialekty jazyka mají různý počet pádů. Komi-permština jich má 24, komi-zyrjanština 17 a Yaz'va 15. Pádové přípony jsou přidávány na konec až za příponu vyjadřující mluvnické číslo, např. čjoj-jas-këd.
Tabulka pádových přípon:
|                 | Komi-permština | Komi-zyrjanština | Yaz'va  |
| --------------- | -------------- | ---------------- | ------- |
| nominativ       | -Ø             | -Ø               | -Ø      |
| genitiv         | -vën           | -lën             | -lan    |
| ablativ         | -višj          | -lïšj            | -lišj   |
| dativ           | -vë            | -lï              | -lө     |
| akuzativ        | -Ø, -ës        | -Ø, -ës          | -Ø, -өs |
| instrumentál    | -ën            | -ën              | -       |
| komitativ       | -kët           | -këd             | -kөt    |
| abessiv         | -tëg           | -tëg             | -tөg    |
| konsekutiv      | -              | -la              | -la     |
| inessiv         | -ïn            | -ïn              | -өn     |
| elativ          | -ïšj           | -ïšj             | -išj    |
| illativ         | -ë             | -ë               | -ө      |
| aproximativ     | -vanj          | -lanj            | -ljanj  |
| egressiv        | -šjanj         | -šjanj           | -šjanj  |
| prosekutiv      | -ëtj           | -ëd              | -өt     |
| transitiv       | -              | -ti              | -       |
| terminativ 1    | -ëčj           | -ëčj             | -өčj    |
| terminativ 2    | -vi            | -                | -       |
| superessiv      | -vïn           | -                | -       |
| superlativ      | -vë            | -                | -       |
| sublativ        | -višj          | -                | -       |
| perlativ        | -vëtj          | -                | -       |
| superterminativ | -vëčj          | -                | -       |
| komparativ      | -šja           | -                | -       |

## Stupňování přídavných jmen
Komparativ se tvoří pomocí koncovky -čїk (v komi-permštině -žїk, v Yaz'vě -čik/-čig). Superlativ se tvoří většinou přidáním slova med nebo med-šja, někdy také zdvojením konstrukce pomocí elativu. Záporný komparativ se tvoří přidáním koncovky k negativní částici abu. Komparativ se občas může vytvořit i z příslovcí nebo dokonce i ze sloves.
| Komparativ | Záporný komparativ | Superlativ | Superlativ  | Superlativ  |
| voč=čїk    | abu=čїk mičja      | med+jon    | med-šja jon | jon-їšj jon |

## Číslovky
| Číslo | Komi-permština | Komi-zyrjanština |
| ----- | -------------- | ---------------- |
| 1     | öти            | ӧтік, öти        |
| 2     | кык            | кык              |
| 3     | куим           | куйм             |
| 4     | нёль           | нёльöт           |
| 5     | вит            | вит              |
| 6     | квайт          | квайт            |
| 7     | сізым          | сізым            |
| 8     | кӧкямыс        | кӧкямыс          |
| 9     | ӧкмыс          | ӧкмыс            |
| 10    | дас            | дас              |

## Zájmena
Zájmena mohou být rozdělena podle jejich funkce na prosubstantiva, proadjektiva a pronumera.
| Singulár | Singulár      |
| -------- | ------------- |
| мe       | já            |
| тэ       | ty            |
| сійö     | on, ona, ono  |
| Plurál   |               |
| ми       | my            |
| ті, тiйö | vy            |
| найö     | oni, ony, ona |

|           | Já      | My        |
| --------- | ------- | --------- |
| Nominativ | me      | mi        |
| Akuzativ  | menë    | mijanës   |
| Ablativ   | menšjïm | mijanlïšj |

Přivlastňovací zájmena jsou zastupována osobními zájmeny v nominativu, genitivu a ablativu a vztažnými zájmeny v genitivu a ablativu.
| menam jort      | můj přítel      |
| as-la-nïm kerka | náš vlastní dům |

Ukazovací zájmena rozlišují mezi objekty bližšími (tajë, tačëm) a vzdálenějšími (sijë, sečëm). Při zastupování substantiv k sobě mohou připojit koncovku plurálu a pádu, ne však osoby (ta-ïn, tajë-jas-lën).
Záporná zájmena se tvoří pomocí záporné částice nj(e)/nji. Pokud zájmena zastupují substantiva, tak se skloňují.

## Slovesa
Určitý tvar slovesa tvoří tyto gramatické kategorie – osoba, číslo, čas a způsob. Komi-zyrjanština rozlišuje ještě aktivní rod.
Infinitivy jsou tvořeny připojením koncovky -nï. Zápor se tvoří pomocí záporového slovesa nebo záporné částice.
Indikativ má pět časů (prézens, futurum, imperfektum, perfektum a pluskvamperfektum).
| Příklad časování slovesa – munnї ("jet") - komizyrjanština | Příklad časování slovesa – munnї ("jet") - komizyrjanština | Příklad časování slovesa – munnї ("jet") - komizyrjanština | Příklad časování slovesa – munnї ("jet") - komizyrjanština | Příklad časování slovesa – munnї ("jet") - komizyrjanština | Příklad časování slovesa – munnї ("jet") - komizyrjanština | Příklad časování slovesa – munnї ("jet") - komizyrjanština |
| Osoba                                                      | Prézens                                                    | Prézens                                                    | Futurum                                                    | Futurum                                                    | Imperfektum                                                | Imperfektum                                                |
| Osoba                                                      | pozitiv                                                    | negativ                                                    | pozitiv                                                    | negativ                                                    | pozitiv                                                    | negativ                                                    |
| Singulár                                                   | Singulár                                                   | Singulár                                                   | Singulár                                                   | Singulár                                                   | Singulár                                                   | Singulár                                                   |
| ---------------------------------------------------------- | ---------------------------------------------------------- | ---------------------------------------------------------- | ---------------------------------------------------------- | ---------------------------------------------------------- | ---------------------------------------------------------- | ---------------------------------------------------------- |
| 1.                                                         | mun-a                                                      | o-g mun-Ø                                                  | mun-a                                                      | o-g mun-Ø                                                  | mun-i                                                      | e-g mun-Ø                                                  |
| 2.                                                         | mun-an                                                     | o-n mun-Ø                                                  | mun-an                                                     | o-n mun-Ø                                                  | mun-i-n                                                    | e-n mun-Ø                                                  |
| 3.                                                         | mun-ë                                                      | o-z mun-Ø                                                  | mun-as                                                     | o-z mun-Ø                                                  | mun-i-s/mun-i-Ø                                            | e-z mun-Ø                                                  |
| Plurál                                                     |                                                            |                                                            |                                                            |                                                            |                                                            |                                                            |
| 1.                                                         | mun-am                                                     | o-g(ë) mun-ëj                                              | mun-am                                                     | o-g(ë) mun-ëj                                              | mun-i-m                                                    | e-g(ë) mun-ëj                                              |
| 2.                                                         | mun-annїd/mu-nad                                           | o-n(ë) mun-ëj                                              | mun-annїd/mu-nad                                           | o-n(ë) mun-ëj                                              | mun-i-nnїd                                                 | e-n(ë) mun-ëj                                              |
| 3.                                                         | mun-ënї                                                    | o-z mun-nї                                                 | mun-asnї                                                   | o-z mun-nї                                                 | mun-i-snї                                                  | e-z mun-nї                                                 |

| Osoba    | Perfektum  | Perfektum     | Pluskvamperfektum     | Pluskvamperfektum         | Imperativ  | Imperativ    |
| Osoba    | pozitiv    | negativ       | pozitiv               | negativ                   | pozitiv    | negativ      |
| Singulár | Singulár   | Singulár      | Singulár              | Singulár                  | Singulár   | Singulár     |
| -------- | ---------- | ------------- | --------------------- | ------------------------- | ---------- | ------------ |
| 1.       | -          | -             | mun-ëma vël-i         | abu mun-ëma vël-i         | -          | -            |
| 2.       | mun-ëmїd   | abu mun-ëmїd  | mun-ëmїd vël-i(-n)    | abu mun-ëmїd vël-i(-n)    | mun-Ø      | e-n mun      |
| 3.       | mun-ëm(a)  | abu munëm(a)  | mun-ëm(a) vël-i       | abu mun-ëm(a) vël-i       | -          | -            |
| Plurál   |            |               |                       |                           |            |              |
| 1.       | -          | -             | mun-ëmaëšj vël-i(-m)  | abu mun-ëmaëšj vël-i(-m)  | mun-amë(j) | o-g(ë) munëj |
| 2.       | mun-ëmnїd  | abu munëmnїd  | mun-ëmnїd vël-i(-d)   | abu mun-ëmnїd vël-i(-d)   | mun-ë(j)   | e-në mun-ëj  |
| 3.       | mun-ëmaëšj | abu munëmaëšj | mun-ëmaëšj vël-i(-nї) | abu mun-ëmaëšj vël-i(-nї) | -          | -            |

## Vzorový text

### Všeobecná deklarace lidských práv
| komi        | Быдӧс отирыс чужӧны вольнӧйезӧн да ӧткоддезӧн достоинствоын да правоэзын. Нылӧ сетӧм мывкыд да совесть овны ӧтамӧдныскӧт кыдз воннэзлӧ.    |
| transkripce | Bydös otirys čužöny vol’nöjеzön da ötkoddеzön dostoinstvoyn da пravoèzyn. Nylö sеtöm myvkyd da sovеst’ ovny ötamödnysköt kydz vonnèzlö.    |
| česky       | Všichni lidé se rodí svobodní a sobě rovní co do důstojnosti a práv. Jsou nadáni rozumem a svědomím a mají spolu jednat v duchu bratrství. |